# Il Natale del Redentore
Il Natale del Redentore (Nadal del Redemptor) és un oratori compost per Lorenzo Perosi estrenat a la catedral de Como el 12 de setembre de 1899 en honor d'Alessandro Volta.

## Origen i context
El va compondre entre 1898 i 1899, de viatge per executar les seves obres -havia compost quatre oratoris malgrat tenir només 26 anys- i el va rematar a Roma, més tranquil i a casa d'un amic. El text en llatí al mateix Monsenyor i està pres de fonts evangèliques, encara que no literalment sinó seguint les necessitats del cant i de l'acció.
Cinquè oratori de Perosi, el va escriure en el segon any com a director del cor de la Capella Sixtina.

## Representacions
L'estrena no va despertar tant d'entusiasme com els oratoris precedents, més dramàtics. A Il Natale predomina la suavitat idíl·lica, les paraules angèliques, els cants dels pastors.

## Moviments
- L'Annunciazione
- Il Natale

Està precedit d'una invocació a Déu i d'un pròleg que anuncia el sacre tema: Evangelicam historiam domini nostri Jesu-Christi cantemus. És un breu preludi cantat pel cronista i el cor; una llarga frase que aconsegueix l'efecte més gran en la repetició de la paraula cantemus.
La primera part, L'Annunciazione, està estructurat igual als altres oratoris. El Cronista relata i comenta, els personatges i els cors intervenen quan són cridats a parlar pel text bíblic; aquí i allà hi ha himnes i versicles triats dels sagrats llibres, però l'argument es distingeix per la seva naturalesa idíl·lica, sense contrastos dramàtics, sense explosions de dolor i d'admiració. Així, el racconto de l'Anunciació comença dolcíssim amb un lleu refilet d'agrestes melodies i s'expandeix en una ona de suavitat quan el Cronista pronuncia el nom de Maria; llavors un tremolor de goig passa a través de l'orquestra i transcendeix al públic. El dolç efecte de l'acompanyament no s'ha esvaït encara, al principi de la salutació angèlica -una altra pàgina d'exquisida delicadesa- quan sorgeix la nota humana, tan cara en Perosi, en la torbació que envaeix a la Verge en sentir la misteriosa profecia de l'àngel, a la qual s'uneix l'elevació mística quan el cor anuncia amb una explosió d'alegria -un crescendo maestoso entre el ressò de les trompes- l'encarnació del Verb. La primera part acaba amb el Magnificat, en el qual els cors alternen amb els solistes.
La segona part, Il Natale és la nativitat pròpiament dita. Un breu preludi orquestral col·loca l'auditori en l'ambient
pastoral del text bíblic. El cor entona un càntic d'exultació, límpid i inspirat, encantador especialment en la repetició,
feble com un eco. El Cronista relata el viatge de Josep i Maria a Betlem. El naixement de Jesús està pròxim; tots els pobles, en les diverses llengües, l'invoquen. Aquesta invocació, que sorgeix d'improvís i amb vigor, és d'un efecte bellíssim. És també una pàgina bella l'interludi orquestral que l'autor va intitular La nit tenebrosa, un contrast d'efecte originalíssim entre els profunds acords dels arcs i les límpides notes de les gaites pastorils. Torna el racconto del Cronista interromput pel càntic dels pastors que expressen d'una manera admirable la por, l'ànsia, la sorpresa que els causa
el misteri, i acaba el racconto amb un cant festiu. Però no s'acaba aquí l'oratori, hi ha encara dos himnes, l'Inno del' adorazione i l'Inno di singraziamento -el Te Deum- i la composició finalitza amb la repetició del cant d'exultació i amb un Gloria murmurat, tímid, paorós.